# Falkon nordvest
Falkon nordvest (engl. Falcon Northwest) je kompanija koja proizvodi lične računare sa sedištem u Medfordu u Oregonu, Sjedinjene Države. Osnovana je 1992. od strane sadašnjeg predsednika Kelta Rivsa (engl. Kelt Reeves). Kompanija je od svog osnivanja fokusirana na najsavremenije sisteme za CAD aplikacije. Funkcionisanje je ograničeno na naručivanje proizvoda preko interneta i telefonom jer kompanija nije potpisala ugovor sa nekim preprodavcem. Kompanija takođe radi profesionalno obojena kućišta koje ponekad naručuju kompanije kada prave svoje promocije. 
Uspeh firme je počeo sa serijom modela Meč 5 (engl. Mach V) koji je po Falkonu nudio najbolje performanse u računarima za igrice. 2000. godine su pustili u prodaju Talon model. Kasnije je kompanija proizvela i desktop model malih dimanzija nazvan FregBoks (engl. Fragbox). Tu su i Fregbuk (engl. Fragbook) laptopi. 
Falkon nordvest se tradicionalno utrkuje sa kompanijama koje prodaju računare za igrice (takozvani gejmer računari) kao što su Elijenver (engl. Alienware), Velositi majkro (engl. Velocity Micro), Vigor Gejming (engl. Vigor Gaming), Vudu PiSi (engl. VoodooPC) i LenSlajd Gejming PiSi (engl. LanSlide Gaming PCs). 

## Spoljašnje veze
- Falkon Nordvest vebsajt